# Elfriede Kuhr
Elfriede Kuhr (* 20. September 1891 in Berlin; † 5. Oktober 1966 ebenda), geborene Schlinke, war eine deutsche Politikerin (CDU).

## Leben
Elfriede Schlinke besuchte ein Reform-Gymnasium und legte das Abitur ab. Sie studierte ab 1911 Medizin an der Friedrich-Wilhelm-Universität in Berlin und legte 1917 das Staatsexamen ab. Im folgenden Jahr bekam sie die Approbation und betrieb ab 1922 eine Privatpraxis in Münster, gleichzeitig arbeitete sie als Leitende Ärztin bei der Westfälische Provinzial-Lebensversicherungsanstalt. 1927 wechselte Kuhr als Chefärztin zum Verband öffentlicher Lebensversicherungsanstalten in Berlin. Mit der „Machtergreifung“ der Nationalsozialisten wurde sie 1934 aus politischen Gründen entlassen. Von 1935 bis 1945 arbeitete sie in einer eigenen Arztpraxis in Berlin-Neukölln.
Nach dem Zweiten Weltkrieg wurde Kuhr 1945 stellvertretende Amtsärztin im Bezirk Neukölln und trat der CDU bei. Bei der ersten Berliner Wahl 1946 wurde sie in die Bezirksverordnetenversammlung von Neukölln gewählt, sie wurde dort sofort Vorsitzende der CDU-Fraktion. Nach der Wahl 1950 wurde sie im März 1951 zum Bezirksstadtrat für Gesundheitswesen in Neukölln gewählt. Bei der Wahl 1954 wurde sie in das Abgeordnetenhaus von Berlin gewählt, schied aber als Bezirksstadträtin im März 1955 aus dem Parlament aus. Bei der folgenden Wahl 1958 wurde sie erneut in das Abgeordnetenhaus gewählt, blieb aber im Parlament, da sie im Februar 1959 aus Altersgründen als Bezirksstadträtin in Neukölln ausschied. 1963 schied sie endgültig mit 72 Jahren aus dem Parlament aus.
Zu ihren Ehren wurde 1996 die Elfriede-Kuhr-Straße in Berlin-Rudow benannt.